# Azzurro 1983
La seconda edizione di Azzurro si è tenuta al Teatro Petruzzelli di Bari il 6, 7 e 8 maggio 1983. È stata trasmessa in diretta sulla Rete 2.
La conduzione venne affidata a Milly Carlucci e al patron della manifestazione Vittorio Salvetti.
Sulla falsariga della prima precedente edizione, la gara si svolse a squadre, nell'arco di una serie di manches sia televisive sia radiofoniche dal venerdì alla domenica: in ciascuna tornata erano coinvolti parte degli artisti che ne facevano parte, fino alla serata finale dove era presente anche un superospite. Le singole squadre rappresentavano ciascuna una casa discografica. Pur avendo la possibilità di presentare un brano qualunque del proprio repertorio recente e passato, alcuni artisti portarono il loro singolo da lanciare per il mercato estivo.
Le varie manches si tenevano nella prima mattinata, nel pomeriggio e in prima serata.
Le manches della mattina (previste nelle giornate di venerdì, di sabato e di domenica) furono trasmesse solo radiofonicamente e non vennero presentate da un conduttore. I cantanti rappresentanti di squadra si alternarono sul palco alla presenza di pubblico, giornalisti e discografici. Rappresentavano la squadra due componenti (sovente i due elementi non erano però i capitani). Nelle manches pomeridiane di venerdì e sabato (non fu prevista la manches pomeridiana nella giornata di domenica), di fronte ad una presentazione ufficiale, si alternarono sul palco le varie squadre, rappresentate da uno solo dei capitani (alternati nel pomeriggio del venerdì e del sabato) e da due componenti di squadra. Le manches pomeridiane sono state trasmesse sia via radio sia via TV. Nelle tre manches serali (di venerdì, di sabato e di domenica) furono sempre presenti ambedue i capitani coadiuvati da altri elementi di squadra alternati di sera in sera. Nelle serate di sabato e di domenica le squadre sfruttarono l'apporto dei super ospiti e dei big internazionali. Le manches serali di venerdì e sabato iniziarono alle 21:30 circa per concludersi oltre le 1:30. Solo attorno alle 2:00 vennero comunicati i risultati delle giurie. La radio seguì l'evolversi della manifestazione minuto per minuto mentre, la televisione, interruppe il collegamento al termine dell'esibizione canora, dando conto dei risultati nell'appuntamento seguente. In testa all'appuntamento televisivo del pomeriggio veniva dato conto dei risultati della manche serale del giorno precedente e della manche del mattino, comunicando, relativamente a quest'ultima manche, oltre ai risultati di voto, il nominativo degli artisti che avevano rappresentato la squadra nella prima mattinata. La serata finale della domenica, considerata la lunghissima scaletta, iniziò attorno alle 20:30 concludendosi in tardissima serata. Per tutti gli incontri, sia mattutini, sia pomeridiani, sia serali era prevista la votazione ad opera delle giurie. I vari voti, cumulati per ogni singolo incontro, hanno dato vita alla classifica finale. Delle esibizioni della mattina non resta alcuna traccia filmata. Non resta traccia filmata dei rappresentanti di squadra che hanno preso parte solo agli incontri della prima mattinata (casi comunque rari).
La sigla iniziale della manifestazione era Musica di Piergiorgio Farina.
La sigla finale della gara canora era invece Occhi di ragazza cantata da Gianni Morandi in coppia con Ron.

## Squadre partecipanti e classifica finale

### Farfalla rosa
Etichetta: EMI Italiana
- Alice (capitana) – Chanson egocentrique
- Nada (capitana) – Amore disperato
- Lu Colombo – Dance All Nite
- Garbo – Generazione
- Richie Havens – Death at an Early Age
- Claudio Lolli – Notte americana
- Giusto Pio – Restoration
- Peter Tosh - Johnny B. Goode
- Kenny Rogers & Sheena Easton – We've Got Tonight
- Miranda Martino – Luna
- Dyango – Mi piace
- Superospite: Franco Battiato – L'Esodo/Temporary Road

### Scoiattolo beige
Etichetta: CBS
- Alberto Camerini (capitano) – Computer capriccio
- Anna Oxa (capitana) – Senza di me
- Art Bogart – Io e la mia Spider
- Men at Work – Overkill
- Michele Zarrillo – La voglia di volare
- Fausto Leali – Canzone amara
- Banco – Moby Dick
- Bruno Laurenti – Giulietta e Romeo
- Lola – Weekend Holiday
- F.R. David – I need you
- Laura Luca – Mare
- Ivano Fossati – La musica che gira intorno
- Superospite: Miguel Bosé – Non siamo soli

### Pantera arancio
Etichetta: CGD
- Rettore (capitana) – Io ho te
- Gianni Togni (capitano) – Per noi innamorati
- Enrico Ruggeri – Polvere
- Tempi Duri – Jekyll
- Pierangelo Bertoli – I miei pensieri sono tutti lì
- Dario Baldan Bembo – Amico è
- Mario Lavezzi con Giulia Fasolino – Dolcissima
- Giuni Russo – Sere d'agosto
- Indeep – Last Night a DJ Saved my Life
- Umberto Tozzi – Nell'aria c'è
- Fiorella Mannoia - Il posto delle viole
- Laura Branigan - Gloria
- Superospite: Riccardo Fogli – Per Lucia

### Canguro lilla
Etichette: Dischi Ricordi e Ariston Records
- Fred Bongusto (capitano) – Attento disc jockey
- Domenico Modugno (capitano) – Io vivo qui
- Diana Est – Le Louvre
- Mario Tessuto – Il sole nelle viole
- Franco Simone – Sogno della galleria
- Heaven 17 – Temptation
- Louise Freeman – Mirage
- Matia Bazar – Tango nel fango/Lili Marleen
- Superospite: Raffaella Carrà – Soli sulla luna

### Orso giallo
Etichette: Carosello e Fonit Cetra
- Eugenio Finardi (capitano) – Le ragazze di Osaka
- Vasco Rossi (capitano) – canzoni dall'album Bollicine
- Ivan Cattaneo – Sono bugiardo e I'm a Believer
- Faust'O – Chan cha cha
- Mario Acquaviva – Ho perso tutto
- Cube – Prince of the Moment
- Toto Cutugno – L'italiano
- Jo Squillo – Violentami
- Rossana Casale – Didin
- Malcolm McLaren – Double Dutch
- Superospite: Alberto Fortis - Liquido breve per Bibo

### Delfino bianco
Etichette: RCA Italiana e Numero Uno
- Gianni Bella (capitano) – Il patto
- Ivan Graziani (capitano) – Il chitarrista
- Scialpi – Rocking rolling
- Dik Dik – L'amico mio
- Amedeo Minghi – Sottomarino
- Bruno Lauzi – Con lei
- Vivien Vee – Higher
- Taco – Puttin' on the Ritz
- Freur – Doot Doot
- Superospite: Gianni Morandi – La mia nemica amatissima

### Drago rosso
Etichetta: Philips
- Franco Califano (capitano) – Io per amarti
- Peppino Di Capri (capitano) – Il tango di Adelina
- Christian – Nostalgia
- Gary Low – I Want You
- Marivana – I musicisti...però le note
- Giovanna – Attimi
- Ombretta Colli – Cocco fresco cocco bello
- Morris Albert – I look at the Sun
- Superospite: Imagination – Music and Lights

### Cavallo verde
Etichetta: WEA Italiana
- Drupi (capitano) – Canta
- Tiziana Rivale (capitana) – L'amore va
- Fabio Rigato – Sera d'estate
- Sammy Barbot – Vita semplice
- Accademia – Verdi hit
- Ph.D. – I Didn't Know
- Peter Schilling – Major Tom (völlig losgelost)
- Christopher Cross – No Time for Talk
- Superospite: Loretta Goggi – Oceano

## Compilation
Considerato l'alto successo riscosso dalla manifestazione, al termine della gara uscirono sul mercato due diverse compilation musicali. Non appena terminata la manifestazione, uscì una doppia compilation (due musicassette o due LP) che contenevano alcuni dei brani partecipanti alla manifestazione. Alcune canzoni incise nella compilation, però, non erano state presentate dall'artista partecipante all'interno della propria squadra. In questi casi si trattava di altri brani che permettevano l'inserimento dell'artista nella doppia musicassetta, senza che questi, necessariamente, avesse presentato quello specifico brano ad Azzurro: è il caso dei Matia Bazar (presenti con Vacanze Romane anziché con Tango nel fango), di Franco Califano (presente con un medley di Guapparia e Reginella anziché con Io per amarti). Franco Battiato è presente con Voglio vederti danzare che venne eseguita nel galà finale della trasmissione. In prossimità dell'estate 1983 uscì un'altra compilation intitolata Azzurro Mare, con sopra impresso il logo di Azzurro '83 e riportante altri brani che avevano preso parte alla manifestazione. In ambedue le compilation, i brani non sono distinti per squadra, bensì presentati alla rinfusa.

### Compilation doppiaAzzurro 83
(oggigiorno difficilmente reperibili)

#### Prima musicassetta

##### Lato A
- Umberto Tozzi – Nell'aria c'è
- Riccardo Fogli – Per Lucia
- Franco Battiato – Voglio vederti danzare
- Nada – Amore disperato
- Giusto Pio – Restoration
- Laura Branigan – Gloria
- Peter Tosh – Johnny B. Goode
- Lu Colombo – Dance All Nite

#### Lato B
- Men At Work – Overkill
- Gianni Togni – Per noi innamorati
- Vasco Rossi – Portatemi Dio
- Franco Califano – Guapparia e Reginella (Medley)
- Ivan Graziani – Il chitarrista
- Gary Low – I Want You
- Pierangelo Bertoli – I miei pensieri sono tutti lì
- Banco - Moby Dick

#### Lato A
- Miguel Bosé – Non siamo soli
- Alberto Camerini – Computer capriccio
- Fausto Leali – Canzone amara
- Gianni Morandi – La mia nemica amatissima
- Laura Luca – Mare
- Ivano Fossati – La musica che gira intorno
- Michele Zarrillo – La voglia di volare
- Matia Bazar – Vacanze romane

#### Lato B
- Gianni Bella – Il patto
- Alice – Chanson égocentrique
- Kenny Rogers e Sheena Easton – We've Got Tonight
- Fiorella Mannoia – Il posto delle viole
- Toto Cutugno – L'italiano
- Dario Baldan Bembo – Amico è
- Miranda Martino – Luna
- Dyango – Mi piace

### CompilationAzzurro Mare

#### Lato A
- Piergiorgio Farina – Musica (sigla della manifestazione Azzurro 1983)
- Alberto Camerini – Computer capriccio
- Enrico Ruggeri – Povere
- Indeep - Last Night a DJ Saved My Life
- Franco Califano – Quando comincia la notte
- Giuni Russo – Sere d'agosto
- Alberto Fortis – Liquido breve per Bibo
- Ivan Cattaneo – Sono bugiardo (I'm a Believer)

#### Lato B
- Nada – Amore disperato
- Tempi Duri – Jekyll
- Heaven 17 – Temptation
- Mario Lavezzi e Giulia Fasolino – Dolcissima
- Ivan Graziani – Il chitarrista
- Tiziana Rivale – L'amore va
- Gianni Togni – Caro amore del futuro
- Gianni Bella – Il patto